# Walckenaerianus esyunini
Walckenaerianus esyunini là một loài nhện trong họ Linyphiidae.
Loài này thuộc chi Walckenaerianus. Walckenaerianus esyunini được Andrei V. Tanasevitch miêu tả năm 2004.